# 今井由実子
今井 由実子（いまい ゆみこ、1974年7月23日 - ）は、東海テレビ放送の元アナウンサー。東京都世田谷区出身。血液型O型。

## 来歴
法政大学卒業後、1997年に東海テレビ放送に入社。東海テレビ自社製作の番組を中心に出演していた他、同局のマスコットキャラクター・ヤッパくんの声も当てていた。
2007年4月1日付で東海テレビ放送を退社。

## 担当番組
- ドラゴンズHOTスタジオ
- ドラゴンズTODAY
- 元気スパイスEじゃん!
- 名古屋ニューアングル（ナレーション）
- 爆笑!駐在君が行く!（女性警察官役）
- バブってポン!
- What's名古屋港
- 新名古屋再見
- お料理倶楽部 もぎたてキャッチ
- なごやスタイル
- ぴーかんテレビ 元気がいいね!（中継）
- FNNスピーク（2006年夏、フジテレビアナウンサー高木広子の代理で出演）
- nikko am New Year Figure Japan Super Challenge（2007年1月4日、リポーター）
- 中日新聞テレビ日曜夕刊
- FNN東海テレビスーパーニュース（土曜日）